# Gálvez (Santa Fe)
Gálvez – miasto w Argentynie w prowincji Santa Fe.
W 2010 roku miasto liczyło 19,0 tys. mieszkańców.